# Friedrich Puchta

Friedrich Puchta

Friedrich Puchta (geboren am 24. November 1883 in Hof (Saale); gestorben am 17. Mai 1945 in München) war ein deutscher Politiker der SPD und der USPD. Er gilt als der bedeutendste Sozialdemokrat in der Weimarer Republik in Bayreuth und einer der wenigen aktiven Widerstandskämpfer gegen den Nationalsozialismus in dieser Stadt.

## Leben und Wirken

### Leben im Kaiserreich (1883 bis 1919)
Puchta wurde 1883 als Sohn eines Textilarbeiters geboren. Er besuchte die Volksschule in Hof in Bayern und erlernte anschließend das Textilarbeiterhandwerk, in dem er die nächsten zehn Jahre lang tätig war. 1903 trat Puchta in die SPD und in die Gewerkschaft ein. 1905 heiratete er seine Frau Ottilie, aus dieser Ehe gingen zwei Söhne, Friedrich und Erich und zwei Töchter, Margarete und Maria – die Mutter des SPD-Politikers Fred Gebhardt – hervor.
Von 1907 bis 1908 besuchte Puchta die SPD-Parteischule in Berlin, wo er u. a. von August Bebel und Rosa Luxemburg unterrichtet wurde. Anschließend arbeitete er als Redakteur in der sozialdemokratischen Presse. Im Herbst 1908 übernahm Puchta die redaktionelle Leitung der sozialdemokratischen Zeitung Fränkische Volkstribüne in Bayreuth. In den Jahren 1911 bis 1914 amtierte er als Gemeindebevollmächtigter in Bayreuth. Hinzu kam eine Tätigkeit als Lehrer auf volkswirtschaftlichem und wirtschaftsgeschichtlichem Gebiet an verschiedenen Volkshochschulen im Königreich Sachsen.
Ab 1914 nahm Puchta als Soldat am Ersten Weltkrieg teil. Während des Krieges schloss sich der Kriegsgegner der Unabhängigen Sozialdemokratische Partei Deutschlands (USPD) an, einer sich aus Vertretern des mit der Kriegspolitik der SPD-Führung unzufriedenen linken Flügels der SPD rekrutierenden neuen Partei.

### Weimarer Republik (1919 bis 1933)
Nach der Rückkehr aus dem Krieg wurde Puchta 1919 Stadtverordneter in Plauen. Im selben Jahr wurde er dort leitender Redakteur der Volkszeitung. Danach arbeitete er als Redakteur in Berlin und ab 1924 wieder in Bayreuth.
Bei der Reichstagswahl im Juni 1920 wurde Puchta als Kandidat der USPD für den Wahlkreis 33 (Chemnitz-Zwickau) in den Reichstag gewählt, dem er zunächst bis zum Mai 1924 angehörte. Während dieser ersten Legislaturperiode der Weimarer Republik kehrte Puchta in die SPD zurück, deren Reichstagsfraktion er ab 1922 angehörte. Bei der Reichstagswahl im Mai 1928 wurde Puchta als Kandidat der SPD für den Wahlkreis 29 (Franken) in den Reichstag wiedergewählt, dem er ohne Unterbrechung bis zum Juni 1933 angehörte. Neben seiner Parlamentstätigkeit arbeitete Puchta an der Fränkischen Volkstribüne mit.
In Bayreuth stemmte man sich verzweifelt gegen die braune Flut, hatte aber in dem Nationalsozialisten Hans Schemm, dem späteren Gauleiter und bayerischen Kultusminister, einen geschickt agierenden Gegner. Da Puchta befürchtete, die Nationalsozialisten dadurch aufzuwerten, scheute er jedoch die direkte Auseinandersetzung mit jenem. Er griff aber die Machenschaften Schemms und seiner Anhänger in der Presse und in Versammlungen scharf an und warnte immer wieder vor den Nationalsozialisten und deren Bestrebungen. Daher wurde er von seinen rechten Gegnern wie kein anderer gehasst.

### Zeit des Nationalsozialismus
Nach der nationalsozialistischen Machtergreifung in Berlin gaben sich die Sozialdemokraten in Bayreuth noch nicht geschlagen und organisierten Versammlungen und Aufmärsche der „Eisernen Front“. Am 10. Februar 1933 sprach Puchta bei einer Versammlung im überfüllten Sonnensaal in der Richard-Wagner-Straße. Unter anderem äußerte er: „Wir ziehen unbeirrt unsere Bahn und tragen unsere stolzen Fahnen. Mögen die Feinde auch Gift spritzen und Gemeinheiten schleudern und mag es drüben bellen und fauchen – wir schreiten weiter und schauen vorwärts! Es wird ein Tag kommen, an dem diese Gesellschaft zerschmettert und zerschlagen am Boden liegt. Wir wissen: Der Kampf steigt zum Gipfel. Wir wissen, dass diese Entscheidung mehr verlangt, als nur Versammlungen zu besuchen und zu demonstrieren. Es kann sein, dass wir unser Leben hinwerfen müssen in der Verteidigung unserer Freiheit. Wir sind zum Letzten und zum Äußersten entschlossen.“
Obwohl sein Mandat noch in der Reichstagswahl im März 1933 bestätigt worden war, konnte Puchta an der Abstimmung über das Ermächtigungsgesetz nicht mehr teilnehmen, da er vier Tage nach der Wahl am 10. März festgenommen wurde.
Im Frühjahr 1933 war Puchta einer der ersten SPD-Reichstagsabgeordneten, die von den Nationalsozialisten in „Schutzhaft“ genommen wurden. In der Nacht vom 9. auf den 10. März wurden insgesamt 37 Bayreuther SPD- und KPD-Führer von den Nationalsozialisten verhaftet; tags darauf kamen zehn weitere hinzu. Mit SPD-Politikern wie Adam Seeser, Oswald Merz und Kurt de Jonge wurde Puchta zunächst im Gefängnis Sankt Georgen eingesperrt. Er war dann einer der Ersten, die in das Konzentrationslager Dachau eingeliefert wurden. Sein Mithäftling Karl Seeser berichtete in seinen Aufzeichnungen, dass Puchta ohne ersichtlichen Grund in die gefürchtete Baracke VII kam, die als Straflager galt. Am nächsten Tag habe man ihn mit mehreren jüdischen Häftlingen als Zugtier vor eine schwere Straßenwalze gespannt. Seeser vermutete, dass Puchta diese besonders grausame Behandlung auf Betreiben seines Intimfeinds Schemm erfuhr. Am 1. Mai wurde Puchta zunächst in das Polizeigefängnis München-Stadelheim überstellt.
Nach seiner Entlassung aus dem Gefängnis Sankt Georgen in Bayreuth im Juli 1933 war er längere Zeit arbeitslos und verdiente dann seinen Lebensunterhalt als Lebensmittel- und Zeitschriftenhändler. In diesen schweren Zeiten war er für seine verbotene Partei in der Illegalität weiter tätig. Zunächst nahm er Kontakt mit einer Untergrundgruppe im nordostoberfränkischen Raum auf, deren Zentrum sich in Schönwald befand. Der dortige ehemalige SPD-Bürgermeister Hermann Werner erhielt von emigrierten Genossen der Exil-SPD, vor allem vom ehemaligen Nürnberger Parteisekretär Dill, aus der Tschechoslowakei sozialdemokratische Zeitungen und Broschüren. Über ein Verteilernetz wurde dieses Material nach Hof, Rehau und auch nach Bayreuth gebracht. Friedrich Puchta galt dabei als Verbindungsmann in der Wagnerstadt. Im Sommer 1935 flog die Untergrundorganisation auf, und der ehemalige Reichstagsabgeordnete wurde wegen dieser Widerstandstätigkeit im Juli mit 15 Mitstreitern verhaftet.
Im Dezember 1935 wurde Puchta vom Oberlandesgericht München wegen „Vorbereitung zum Hochverrat“ zu zweieinhalb Jahren Haft verurteilt, die er bis Februar 1938 im Gefängnis in Nürnberg verbüßte. Am 23. August 1944 wurde er im Rahmen der „Aktion Gitter“ abermals in „Schutzhaft“ genommen und im Konzentrationslager Dachau (Häftlings-Nr. 93.395) festgehalten. Nach der Häftlingskartei des Konzentrationslagers befand sich Puchta bis zur Befreiung in Dachau, nach anderen Angaben nahm er an einem der Todesmärsche teil, mit denen die SS versuchte, das Konzentrationslager kurz vor Kriegsende zu evakuieren. Mit fast 7000 Häftlingen wurde er am 26. April 1945 zu einem Marsch mit dem Ziel einer Alpenfestung im Tiroler Ötztal gezwungen. Bekannt ist, dass die SS-Wachen diejenigen, die unterwegs zusammenbrachen, erschlugen oder erschossen. Dass Puchta die Befreiung durch die Amerikaner am 2. Mai noch erlebte, grenzt an ein Wunder. Seine Frau Ottilie erfuhr 1946 von ehemaligen Mitgefangenen, dass ihr Mann durch Hungertyphus und schwere Ödeme derart geschwächt war, dass er von seinen Kameraden getragen werden musste.
Wenige Zeit später starb Puchta am 17. Mai 1945 an den Folgen der KZ-Haft in einem Krankenhaus in München-Schwabing. Im Juli 1946 wurde sein Grab in München aufgelöst und sein Leichnam nach Bayreuth überführt.
Puchta wurde auf dem Bayreuther Stadtfriedhof bestattet. Sein Grabstein wurde aus dem Granit des ehemaligen Hakenkreuz-Denkmals am örtlichen Luitpoldplatz gefertigt.

## Gedenken

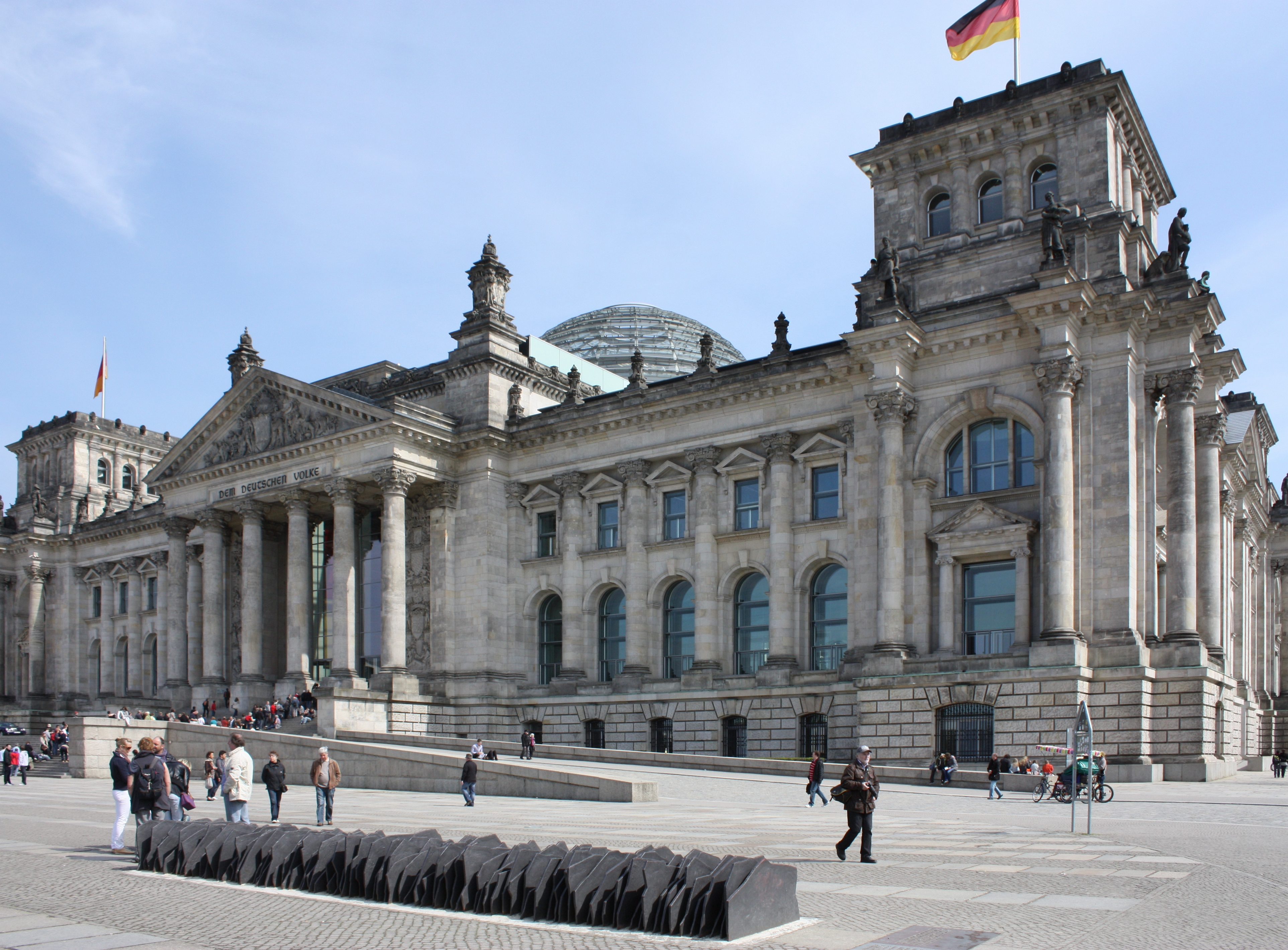
Gedenktafeln am Reichstag

Die Friedrich-Puchta-Straße in Bayreuth erinnert an Puchtas Leben und Tätigkeit. In Berlin befindet sich eine Puchta gewidmete Gedenkplatte als Teil des Denkmals für 96 vom NS-Regime ermordete Reichstagsabgeordnete in der Scheidemannstraße.

## Schriften
- Unabhängige Sozialdemokratie oder Kommunistische Partei?, 1919.